# Bükki hegyiaraszoló
A bükki hegyiaraszoló (Entephria cyanata) az araszolófélék (Geometridae) családjába tartozó, szubendemikus lepkefaj. Alfaja, a kizárólag a Bükk-vidék területén, annak egyetlen sziklafalán tenyésző bükki hegyiaraszoló (Entephria cyanata gerennae). A védett fajokat felsoroló 13/2001. (V. 9.) KöM rendeletben tévesen Enterphria generikus nevet adtak meg, ezt néhány weboldal átvette.
Neve németül Blaugrauer Alpen-Blattspanner, lengyelül Paśnik błękitek, szlovákul Piadivka arábková, csehül Píďalka huseníková.
Nagyméretű, kékes-hamuszínű lepke. Európai hegységek sziklás területein fordul elő. Tápláléknövénye a havasi ikravirág (Arabis alpina) és már Arabis-fajok.